# Croix de cimetière de Joncreuil
La croix de cimetière de Joncreuil est une croix située à Joncreuil, en France.

## Localisation
La croix est située sur la commune de Joncreuil, dans le département français de l'Aube.

## Historique
L'édifice est inscrit au titre des monuments historiques en 1988.